# Sabella amaeana
Sabella amaeana är en ringmaskart som beskrevs av Johnston 1833. Sabella amaeana ingår i släktet Sabella och familjen Sabellidae. Inga underarter finns listade i Catalogue of Life.